# Lista de pilotos da IndyCar Series
Esta é uma lista de pilotos da IndyCar Series (também conhecida como Fórmula Indy), que é a principal categoria de carros de monoposto dos Estados Unidos, organizada pela Indy Racing League (IRL).
No total 247 pilotos diferentes disputaram ao menos uma corrida. O neozelandês Scott Dixon é o piloto com mais corridas disputadas, 296 no total, com mais títulos conquistados, com seis títulos, e com mais vitórias, com 49; e o australiano Will Power é o piloto com mais poles, com 56.
Em 2008 ocorreu a reunificação da IRL com a Champ Car.Da Champ Car, passaram para o calendário três corridas, Long Beach, Edmonton e Surfers Paradise. A corrida em Edmonton ocorreu normalmente em agosto, porém a prova de Long Beach acabou coincidindo com a data da corrida do Japão, e as corridas foram disputadas no mesmo final de semana (as equipes da Champ Car correram em Long Beach, e as demais equipes no Japão), sendo somado os pontos normalmente, a exceção dos pilotos que correram apenas a prova de Long Beach na temporada de 2008. A etapa de Surfers Paradise ocorreu em outubro, porém foi uma prova extra campeonato, não valendo pontos para a competição.
A lista inclui todos os pilotos que participaram de pelo menos uma prova da categoria, incluindo os que disputaram apenas as 500 Milhas de Indianápolis e o Toyota Grand Prix of Long Beach de 2008. Os pilotos que disputaram a última corrida estão destacados em azul, os pilotos que já foram campeões e disputaram a última corrida estão destacados em azul, os pilotos que já foram campeões e não disputaram a última corrida estão destacados em laranja, e os demais pilotos que disputaram a última corrida e não foram campeões estão destacados em verde. A lista está atualizada até o Firestone Grand Prix of St. Petersburg de 2020.
Os resultados da Nikon Indy 300 de 2008, em Surfers Paradise, uma prova extra campeonato, não foram incluídos na lista. Também foram desconsiderados os resultados de duas provas canceladas durante o fim de semana, a Visionaire 500k de 1999 e a IZOD IndyCar World Championship de 2011.

## Pilotos
| Símbolo | Significado |
| ------- | --- |
| ~       | Campeões da IndyCar Series atualmente ativos (piloto competiu na última corrida (o Firestone Grand Prix of St. Petersburg de 2020) e foi campeão da IndyCar Series) |
| *       | Pilotos atualmente ativos (piloto competiu na última corrida, mas não foi campeão da IndyCar Series)                                                                |
| ^       | Campeões da IndyCar Series que não competem atualmente (piloto foi campeão da IndyCar Series, mas não competiu na última corrida)                                   |

| Nome                   | País                   | Temporadas                             | Títulos                      | Largadas | Poles | Vitórias | Pódios | Top 5 | Top 10 | Voltas na liderança | Pontos | NQ | Ref.            |
| ---------------------- | ---------------------- | -------------------------------------- | ---------------------------- | -------- | ----- | -------- | ------ | ----- | ------ | ------------------- | ------ | -- | --------------- |
| Michele Alboreto       | Itália                 | 1996–1997                              | 0                            | 5        | 0     | 0        | 1      | 3     | 4      | 0                   | 251    | —  | [ 7 ] [ 8 ]     |
| Mikhail Aleshin        | Rússia                 | 2014–2017                              | 0                            | 46       | 1     | 0        | 2      | 4     | 15     | 125                 | 996    | —  | [ 9 ] [ 10 ]    |
| Jean Alesi             | França                 | 2012                                   | 0                            | 1        | 0     | 0        | 0      | 0     | 0      | 0                   | 13     | —  | [ 11 ] [ 12 ]   |
| A. J. Allmendinger     | Estados Unidos         | 2013                                   | 0                            | 6        | 0     | 0        | 0      | 0     | 1      | 23                  | 79     | —  | [ 13 ] [ 14 ]   |
| Fernando Alonso        | Espanha                | 2017, 2019–2020                        | 0                            | 2        | 0     | 0        | 0      | 0     | 0      | 27                  | 65     | 1  | [ 15 ]          |
| Didier André           | França                 | 2001                                   | 0                            | 12       | 0     | 0        | 0      | 0     | 0      | 27                  | 188    | —  | [ 16 ] [ 17 ]   |
| John Andretti          | Estados Unidos         | 2007–2011                              | 0                            | 10       | 0     | 0        | 0      | 0     | 1      | 0                   | 144    | —  | [ 18 ] [ 19 ]   |
| Marco Andretti*        | Estados Unidos         | 2006–2020                              | 0                            | 247      | 6     | 2        | 20     | 41    | 106    | 1032                | 5382   | —  | [ 20 ] [ 21 ]   |
| Michael Andretti       | Estados Unidos         | 2001–2003, 2006–2007                   | 0                            | 8        | 0     | 0        | 2      | 3     | 5      | 85                  | 193    | —  | [ 22 ] [ 23 ]   |
| Juho Annala            | Finlândia              | 2008                                   | 0                            | 1        | 0     | 0        | 0      | 0     | 0      | 0                   | 0      | —  | [ 24 ] [ 25 ]   |
| Richard Antinucci      | Estados Unidos         | 2009                                   | 0                            | 5        | 0     | 0        | 0      | 0     | 0      | 0                   | 63     | —  | [ 26 ] [ 27 ]   |
| Oliver Askew*          | Estados Unidos         | 2020                                   | 0                            | 12       | 0     | 0        | 1      | 1     | 3      | 14                  | 195    | —  | [ 28 ]          |
| Bertrand Baguette      | Bélgica                | 2010–2011                              | 0                            | 16       | 0     | 0        | 0      | 0     | 2      | 11                  | 243    | —  | [ 29 ] [ 30 ]   |
| Stanton Barrett        | Estados Unidos         | 2009                                   | 0                            | 4        | 0     | 0        | 0      | 0     | 0      | 0                   | 62     | 1  | [ 31 ] [ 32 ]   |
| Rubens Barrichello     | Brasil                 | 2012                                   | 0                            | 14       | 0     | 0        | 0      | 2     | 7      | 3                   | 289    | —  | [ 33 ] [ 34 ]   |
| Alex Barron            | Estados Unidos         | 2001–2005, 2007                        | 0                            | 62       | 0     | 2        | 5      | 10    | 27     | 87                  | 1271   | —  | [ 35 ] [ 36 ]   |
| Dillon Battistini      | Reino Unido            | 2011                                   | 0                            | 1        | 0     | 0        | 0      | 0     | 0      | 0                   | 10     | —  | [ 37 ] [ 38 ]   |
| Ana Beatriz            | Brasil                 | 2010–2013                              | 0                            | 29       | 0     | 0        | 0      | 0     | 0      | 0                   | 367    | —  | [ 39 ] [ 40 ]   |
| Donnie Beechler        | Estados Unidos         | 1998–2001                              | 0                            | 36       | 0     | 0        | 2      | 6     | 15     | 48                  | 607    | 1  | [ 41 ] [ 42 ]   |
| Townsend Bell          | Estados Unidos         | 2004–2006, 2008–2016                   | 0                            | 28       | 0     | 0        | 0      | 2     | 10     | 13                  | 572    | —  | [ 43 ] [ 44 ]   |
| Enrique Bernoldi       | Brasil                 | 2008                                   | 0                            | 15       | 0     | 0        | 0      | 2     | 2      | 3                   | 220    | —  | [ 45 ] [ 46 ]   |
| René Binder            | Áustria                | 2018                                   | 0                            | 6        | 0     | 0        | 0      | 0     | 0      | 0                   | 61     | —  | [ 47 ]          |
| Billy Boat             | Estados Unidos         | 1997–2003                              | 0                            | 63       | 9     | 1        | 7      | 12    | 30     | 324                 | 1269   | 1  | [ 48 ] [ 49 ]   |
| Raul Boesel            | Brasil                 | 1998–2000, 2002                        | 0                            | 27       | 0     | 0        | 0      | 2     | 5      | 59                  | 402    | —  | [ 50 ] [ 51 ]   |
| Claude Bourbonnais     | Canadá                 | 1997                                   | 0                            | 1        | 0     | 0        | 0      | 0     | 0      | 0                   | 5      | 1  | [ 52 ] [ 53 ]   |
| Sébastien Bourdais*    | França                 | 2005, 2011–2020                        | 0                            | 135      | 3     | 6        | 13     | 26    | 62     | 555                 | 3099   | —  | [ 54 ] [ 55 ]   |
| Matthew Brabham        | Austrália              | 2016                                   | 0                            | 2        | 0     | 0        | 0      | 0     | 0      | 0                   | 37     | —  | [ 56 ]          |
| Kenny Bräck^           | Suécia                 | 1997–1999, 2002–2003, 2005             | 1 (1998)                     | 46       | 0     | 4        | 9      | 16    | 24     | 459                 | 1098   | —  | [ 57 ] [ 58 ]   |
| Scott Brayton          | Estados Unidos         | 1996                                   | 0                            | 2        | 0     | 0        | 0      | 0     | 0      | 0                   | 111    | 1  | [ 59 ] [ 60 ]   |
| Butch Brickell         | Estados Unidos         | 1996                                   | 0                            | 0        | 0     | 0        | 0      | 0     | 0      | 0                   | 0      | 2  | [ 61 ] [ 62 ]   |
| Ryan Briscoe           | Austrália              | 2005–2015                              | 0                            | 135      | 13    | 7        | 27     | 39    | 74     | 1446                | 3378   | —  | [ 63 ] [ 64 ]   |
| Jeff Bucknum           | Estados Unidos         | 2005–2006                              | 0                            | 11       | 0     | 0        | 0      | 0     | 1      | 0                   | 160    | —  | [ 65 ] [ 66 ]   |
| Robbie Buhl            | Estados Unidos         | 1996–2004                              | 0                            | 78       | 0     | 2        | 9      | 11    | 30     | 285                 | 1607   | 1  | [ 67 ] [ 68 ]   |
| Jim Buick              | Estados Unidos         | 1996                                   | 0                            | 0        | 0     | 0        | 0      | 0     | 0      | 0                   | 0      | 1  | [ 69 ] [ 70 ]   |
| Kurt Busch             | Estados Unidos         | 2014                                   | 0                            | 1        | 0     | 0        | 0      | 0     | 1      | 0                   | 80     | —  | [ 69 ] [ 70 ]   |
| Buzz Calkins^          | Estados Unidos         | 1996–2001                              | 1 (1996)                     | 53       | 0     | 1        | 3      | 7     | 22     | 148                 | 1172   | —  | [ 71 ] [ 72 ]   |
| Jaime Câmara           | Brasil                 | 2008                                   | 0                            | 14       | 0     | 0        | 0      | 0     | 0      | 44                  | 174    | —  | [ 73 ] [ 74 ]   |
| Juan Carlos Carbonell  | Chile                  | 1997                                   | 0                            | 1        | 0     | 0        | 0      | 0     | 0      | 0                   | 16     | —  | [ 75 ] [ 76 ]   |
| Tyce Carlson           | Estados Unidos         | 1997–2002                              | 0                            | 29       | 0     | 0        | 0      | 0     | 2      | 4                   | 458    | 4  | [ 77 ] [ 78 ]   |
| Ed Carpenter           | Estados Unidos         | 2003–2020                              | 0                            | 187      | 4     | 3        | 9      | 16    | 52     | 383                 | 3609   | —  | [ 79 ] [ 80 ]   |
| Patrick Carpentier     | Canadá                 | 2005, 2011                             | 0                            | 17       | 0     | 0        | 2      | 3     | 11     | 30                  | 376    | 1  | [ 81 ] [ 82 ]   |
| Adam Carroll           | Reino Unido            | 2010                                   | 0                            | 2        | 0     | 0        | 0      | 0     | 0      | 0                   | 26     | —  | [ 83 ] [ 84 ]   |
| Hélio Castroneves      | Brasil                 | 2001–2020                              | 0                            | 272      | 44    | 24       | 83     | 125   | 194    | 5091                | 8044   | —  | [ 85 ] [ 86 ]   |
| Alfonso Celis Jr.      | México                 | 2018                                   | 0                            | 2        | 0     | 0        | 0      | 0     | 0      | 0                   | 23     | —  | [ 87 ]          |
| Gabby Chaves           | Colômbia               | 2015–2018                              | 0                            | 39       | 0     | 0        | 0      | 1     | 4      | 31                  | 687    | —  | [ 88 ] [ 89 ]   |
| Eddie Cheever Jr.      | Estados Unidos         | 1996–2002, 2006                        | 0                            | 77       | 1     | 5        | 9      | 18    | 36     | 611                 | 1733   | 1  | [ 90 ] [ 91 ]   |
| P. J. Chesson          | Estados Unidos         | 2006–2007                              | 0                            | 5        | 0     | 0        | 0      | 0     | 0      | 0                   | 66     | —  | [ 92 ] [ 93 ]   |
| Max Chilton*           | Reino Unido            | 2016–2020                              | 0                            | 71       | 0     | 0        | 0      | 1     | 8      | 76                  | 1217   | 1  | [ 94 ]          |
| Zachary Claman DeMelo  | Canadá                 | 2017–2018                              | 0                            | 10       | 0     | 0        | 0      | 0     | 0      | 7                   | 148    | —  | [ 95 ]          |
| Bryan Clauson          | Estados Unidos         | 2012, 2015–2016                        | 0                            | 3        | 0     | 0        | 0      | 0     | 0      | 3                   | 44     | —  | [ 96 ] [ 97 ]   |
| Stefano Coletti        | Mônaco                 | 2015                                   | 0                            | 16       | 0     | 0        | 0      | 0     | 1      | 0                   | 203    | —  | [ 98 ] [ 99 ]   |
| Mike Conway            | Reino Unido            | 2009–2014                              | 0                            | 72       | 1     | 4        | 7      | 7     | 20     | 0                   | 1301   | 1  | [ 100 ] [ 101 ] |
| Wade Cunningham        | Nova Zelândia          | 2011–2012                              | 0                            | 5        | 0     | 0        | 0      | 0     | 1      | 0                   | 65     | —  | [ 102 ] [ 103 ] |
| Conor Daly*            | Estados Unidos         | 2013, 2015–2020                        | 0                            | 64       | 1     | 0        | 1      | 3     | 16     | 89                  | 1154   | —  | [ 104 ] [ 105 ] |
| Paul Dana              | Estados Unidos         | 2005–2006                              | 0                            | 3        | 0     | 0        | 0      | 0     | 1      | 0                   | 50     | —  | [ 106 ] [ 107 ] |
| Airton Daré            | Brasil                 | 2000–2003, 2006                        | 0                            | 39       | 0     | 1        | 3      | 4     | 14     | 37                  | 703    | —  | [ 108 ] [ 109 ] |
| James Davison          | Austrália              | 2013–2015, 2017–2020                   | 0                            | 8        | 0     | 0        | 0      | 0     | 0      | 2                   | 148    | —  | [ 110 ] [ 111 ] |
| Gil de Ferran          | Brasil                 | 2001–2003                              | 0                            | 31       | 5     | 5        | 16     | 20    | 24     | 1036                | 978    | —  | [ 112 ] [ 113 ] |
| João Paulo de Oliveira | Brasil                 | 2011                                   | 0                            | 1        | 0     | 0        | 0      | 0     | 0      | 0                   | 10     | —  | [ 114 ] [ 115 ] |
| Simona de Silvestro    | Suíça                  | 2010–2013, 2015                        | 0                            | 68       | 0     | 0        | 1      | 4     | 15     | 5                   | 1077   | —  | [ 116 ] [ 117 ] |
| John de Vries          | Austrália              | 2002                                   | 0                            | 4        | 0     | 0        | 0      | 0     | 0      | 0                   | 53     | 1  | [ 118 ] [ 119 ] |
| Rick DeLorto           | Estados Unidos         | 1996                                   | 0                            | 0        | 0     | 0        | 0      | 0     | 0      | 0                   | 0      | 1  | [ 120 ]         |
| Doug Didero            | Canadá                 | 1999–2000                              | 0                            | 6        | 0     | 0        | 0      | 0     | 0      | 0                   | 53     | 1  | [ 121 ] [ 122 ] |
| Mark Dismore           | Estados Unidos         | 1996–2002                              | 0                            | 58       | 4     | 1        | 4      | 7     | 16     | 483                 | 1074   | —  | [ 123 ] [ 124 ] |
| Scott Dixon~           | Nova Zelândia          | 2003–2020                              | 6 (2003, 08, 13, 15, 18, 20) | 296      | 29    | 49       | 119    | 169   | 220    | 5867                | 9645   | —  | [ 125 ] [ 126 ] |
| Mario Domínguez        | México                 | 2008                                   | 0                            | 7        | 0     | 0        | 1      | 1     | 1      | 0                   | 112    | 1  | [ 127 ] [ 128 ] |
| Robert Doornbos        | Países Baixos          | 2009                                   | 0                            | 17       | 0     | 0        | 0      | 0     | 5      | 2                   | 283    | —  | [ 129 ] [ 130 ] |
| Francesco Dracone      | Itália                 | 2010, 2015                             | 0                            | 7        | 0     | 0        | 0      | 0     | 0      | 0                   | 62     | —  | [ 131 ] [ 132 ] |
| Dan Drinan             | Estados Unidos         | 1996, 1998, 2000                       | 0                            | 0        | 0     | 0        | 0      | 0     | 0      | 0                   | 0      | 4  | [ 133 ]         |
| Milka Duno             | Venezuela              | 2007–2010                              | 0                            | 43       | 0     | 0        | 0      | 0     | 0      | 5                   | 533    | 1  | [ 134 ] [ 135 ] |
| Paul Durant            | Estados Unidos         | 1996–1998                              | 0                            | 5        | 0     | 0        | 0      | 0     | 0      | 0                   | 64     | 1  | [ 136 ] [ 137 ] |
| RC Enerson             | Estados Unidos         | 2016, 2019                             | 0                            | 4        | 0     | 0        | 0      | 0     | 1      | 0                   | 68     | —  | [ 138 ]         |
| Tomáš Enge             | Tchéquia               | 2004–2006                              | 0                            | 17       | 0     | 0        | 0      | 1     | 4      | 20                  | 304    | —  | [ 139 ] [ 140 ] |
| Marcus Ericsson*       | Suécia                 | 2019–2020                              | 0                            | 30       | 0     | 0        | 1      | 4     | 12     | 10                  | 581    | —  | [ 141 ]         |
| Brandon Erwin          | Estados Unidos         | 2001                                   | 0                            | 4        | 0     | 0        | 0      | 0     | 0      | 0                   | 40     | 1  | [ 142 ] [ 143 ] |
| Wim Eyckmans           | Bélgica                | 1999                                   | 0                            | 1        | 0     | 0        | 0      | 0     | 0      | 0                   | 7      | —  | [ 144 ] [ 145 ] |
| Adrian Fernández       | México                 | 2004–2005                              | 0                            | 16       | 0     | 3        | 4      | 6     | 12     | 173                 | 461    | —  | [ 146 ] [ 147 ] |
| Santino Ferrucci*      | Estados Unidos         | 2018–2020                              | 0                            | 35       | 0     | 0        | 0      | 4     | 12     | 122                 | 707    | —  | [ 148 ]         |
| Alex Figge             | Estados Unidos         | 2008                                   | 0                            | 1        | 0     | 0        | 0      | 0     | 0      | 0                   | 0      | —  | [ 149 ] [ 150 ] |
| Luca Filippi           | Itália                 | 2013–2016                              | 0                            | 23       | 0     | 0        | 1      | 1     | 5      | 2                   | 342    | —  | [ 151 ] [ 152 ] |
| Sarah Fisher           | Estados Unidos         | 1999–2004, 2006–2010                   | 0                            | 83       | 1     | 0        | 2      | 3     | 9      | 49                  | 1226   | —  | [ 153 ] [ 154 ] |
| Pietro Fittipaldi      | Brasil                 | 2018                                   | 0                            | 6        | 0     | 0        | 0      | 0     | 1      | 0                   | 91     | —  | [ 155 ]         |
| Larry Foyt             | Estados Unidos         | 2004–2006                              | 0                            | 3        | 0     | 0        | 0      | 0     | 0      | 0                   | 30     | —  | [ 156 ] [ 157 ] |
| A. J. Foyt IV          | Estados Unidos         | 2003–2010                              | 0                            | 84       | 0     | 0        | 1      | 2     | 12     | 19                  | 1298   | 1  | [ 158 ] [ 159 ] |
| Dario Franchitti^      | Reino Unido            | 2002–2007, 2009–2013                   | 4 (2007, 09, 10, 11)         | 151      | 23    | 21       | 59     | 81    | 109    | 3663                | 4510   | —  | [ 160 ] [ 161 ] |
| Racin Gardner          | Estados Unidos         | 1996                                   | 0                            | 1        | 0     | 0        | 0      | 0     | 0      | 0                   | 10     | —  | [ 162 ] [ 163 ] |
| Affonso Giaffone       | Brasil                 | 1997–1998                              | 0                            | 8        | 0     | 0        | 0      | 1     | 3      | 29                  | 159    | 1  | [ 164 ] [ 165 ] |
| Felipe Giaffone        | Brasil                 | 2001–2006                              | 0                            | 61       | 0     | 1        | 8      | 14    | 32     | 290                 | 1306   | —  | [ 166 ] [ 167 ] |
| Memo Gidley            | México                 | 2000–2002                              | 0                            | 1        | 0     | 0        | 0      | 0     | 0      | 0                   | 9      | 3  | [ 168 ] [ 169 ] |
| Phil Giebler           | Estados Unidos         | 2007–2008                              | 0                            | 1        | 0     | 0        | 0      | 0     | 0      | 0                   | 10     | 1  | [ 170 ] [ 171 ] |
| Rodolfo González       | Venezuela              | 2015                                   | 0                            | 6        | 0     | 0        | 0      | 0     | 1      | 5                   | 94     | —  | [ 172 ] [ 173 ] |
| Scott Goodyear         | Canadá                 | 1997–2001                              | 0                            | 39       | 1     | 3        | 12     | 17    | 21     | 653                 | 960    | —  | [ 170 ] [ 171 ] |
| Robby Gordon           | Estados Unidos         | 1997, 1999–2004                        | 0                            | 8        | 0     | 0        | 0      | 1     | 3      | 110                 | 138    | —  | [ 174 ] [ 175 ] |
| Joe Gosek              | Estados Unidos         | 1996–1998                              | 0                            | 2        | 0     | 0        | 0      | 0     | 0      | 0                   | 27     | 1  | [ 176 ] [ 177 ] |
| Marco Greco            | Brasil                 | 1996–1999                              | 0                            | 23       | 1     | 0        | 1      | 3     | 11     | 37                  | 476    | —  | [ 178 ] [ 179 ] |
| Stéphan Grégoire       | França                 | 1996–2001, 2006                        | 0                            | 46       | 0     | 0        | 1      | 8     | 19     | 89                  | 935    | 2  | [ 180 ] [ 181 ] |
| Mike Groff             | Estados Unidos         | 1996–1999                              | 0                            | 12       | 0     | 0        | 3      | 4     | 7      | 0                   | 453    | 1  | [ 182 ] [ 183 ] |
| Robbie Groff           | Estados Unidos         | 1997–1998                              | 0                            | 7        | 0     | 0        | 0      | 0     | 3      | 3                   | 137    | 1  | [ 184 ] [ 185 ] |
| Roberto Guerrero       | Colômbia               | 1996–2001                              | 0                            | 25       | 0     | 0        | 0      | 4     | 7      | 101                 | 584    | 2  | [ 186 ] [ 187 ] |
| Jim Guthrie            | Estados Unidos         | 1996–1999, 2001                        | 0                            | 15       | 0     | 1        | 1      | 2     | 4      | 89                  | 301    | 5  | [ 188 ] [ 189 ] |
| Esteban Gutiérrez      | México                 | 2017                                   | 0                            | 7        | 0     | 0        | 0      | 0     | 2      | 0                   | 91     | —  | [ 190 ]         |
| Davey Hamilton         | Estados Unidos         | 1996–2001, 2007–2011                   | 0                            | 56       | 0     | 0        | 8      | 13    | 23     | 76                  | 1245   | 1  | [ 191 ] [ 192 ] |
| Ben Hanley             | Reino Unido            | 2019–2020                              | 0                            | 4        | 0     | 0        | 0      | 0     | 0      | 0                   | 45     | —  | [ 193 ]         |
| Scott Harrington       | Estados Unidos         | 1996–2000, 2002                        | 0                            | 13       | 0     | 0        | 0      | 1     | 4      | 1                   | 219    | 6  | [ 194 ] [ 195 ] |
| Jack Harvey*           | Reino Unido            | 2017–2020                              | 0                            | 33       | 0     | 0        | 1      | 1     | 10     | 1                   | 534    | —  | [ 196 ]         |
| Shigeaki Hattori       | Japão                  | 2000–2003                              | 0                            | 26       | 0     | 0        | 0      | 0     | 12     | 28                  | 445    | 1  | [ 197 ] [ 198 ] |
| Jack Hawksworth        | Reino Unido            | 2014–2016                              | 0                            | 49       | 0     | 0        | 1      | 1     | 10     | 48                  | 851    | —  | [ 199 ] [ 200 ] |
| Richie Hearn           | Estados Unidos         | 1996–1997, 2000–2005, 2007             | 0                            | 25       | 2     | 1        | 2      | 4     | 11     | 140                 | 626    | 1  | [ 201 ] [ 202 ] |
| Jon Herb               | Estados Unidos         | 2000–2002, 2006–2007                   | 0                            | 16       | 0     | 0        | 0      | 0     | 1      | 0                   | 182    | 2  | [ 203 ] [ 204 ] |
| Bryan Herta            | Estados Unidos         | 2003–2006                              | 0                            | 58       | 3     | 2        | 7      | 15    | 31     | 355                 | 1325   | 1  | [ 205 ] [ 206 ] |
| Colton Herta*          | Estados Unidos         | 2018–2020                              | 0                            | 32       | 4     | 3        | 4      | 10    | 19     | 254                 | 861    | —  | [ 207 ]         |
| Jack Hewitt            | Estados Unidos         | 1998                                   | 0                            | 2        | 0     | 0        | 0      | 0     | 0      | 0                   | 23     | —  | [ 208 ] [ 209 ] |
| J. R. Hildebrand       | Estados Unidos         | 2010–2020                              | 0                            | 64       | 0     | 0        | 3      | 7     | 17     | 122                 | 1368   | —  | [ 210 ] [ 211 ] |
| Andy Hillenburg        | Estados Unidos         | 2000                                   | 0                            | 1        | 0     | 0        | 0      | 0     | 0      | 0                   | 2      | —  | [ 212 ] [ 213 ] |
| James Hinchcliffe      | Canadá                 | 2011–2020                              | 0                            | 145      | 1     | 6        | 17     | 32    | 70     | 781                 | 3385   | 1  | [ 214 ] [ 215 ] |
| John Hollansworth Jr.  | Estados Unidos         | 1999–2001                              | 0                            | 12       | 0     | 0        | 0      | 1     | 1      | 0                   | 167    | —  | [ 216 ] [ 217 ] |
| Sam Hornish Jr.^       | Estados Unidos         | 2000–2007                              | 3 (2001, 02, 06)             | 116      | 12    | 19       | 47     | 62    | 80     | 3427                | 3444   | —  | [ 218 ] [ 219 ] |
| Jay Howard             | Reino Unido            | 2008, 2010–2011, 2017–2018             | 0                            | 14       | 0     | 0        | 0      | 0     | 0      | 0                   | 179    | 1  | [ 220 ] [ 221 ] |
| Carlos Huertas         | Colômbia               | 2014–2015                              | 0                            | 21       | 0     | 1        | 1      | 1     | 3      | 7                   | 345    | —  | [ 222 ] [ 223 ] |
| Ryan Hunter-Reay~      | Estados Unidos         | 2007–2020                              | 1 (2012)                     | 223      | 6     | 16       | 44     | 66    | 116    | 1285                | 5652   | 1  | [ 224 ] [ 225 ] |
| James Jakes            | Reino Unido            | 2011–2013, 2015                        | 0                            | 66       | 0     | 0        | 2      | 2     | 9      | 28                  | 972    | 1  | [ 226 ] [ 227 ] |
| Ronnie Johncox         | Estados Unidos         | 1999–2000                              | 0                            | 8        | 0     | 0        | 0      | 0     | 0      | 0                   | 92     | 1  | [ 228 ] [ 229 ] |
| Davy Jones             | Estados Unidos         | 1996, 2000                             | 0                            | 1        | 0     | 0        | 1      | 1     | 1      | 46                  | 33     | 1  | [ 230 ] [ 231 ] |
| Ed Jones               | Emirados Árabes Unidos | 2017–2019                              | 0                            | 47       | 0     | 0        | 3      | 3     | 14     | 1                   | 930    | —  | [ 232 ]         |
| P. J. Jones            | Estados Unidos         | 2002, 2004, 2006–2007                  | 0                            | 2        | 0     | 0        | 0      | 0     | 0      | 0                   | 22     | 2  | [ 233 ] [ 234 ] |
| Niclas Jönsson         | Suécia                 | 1999–2000                              | 0                            | 3        | 0     | 0        | 0      | 0     | 0      | 0                   | 35     | —  | [ 235 ] [ 236 ] |
| Michel Jourdain Jr.    | México                 | 1996–1997, 2012–2013                   | 0                            | 4        | 0     | 0        | 1      | 1     | 1      | 0                   | 123    | 1  | [ 237 ] [ 238 ] |
| Bruno Junqueira        | Brasil                 | 2001–2002, 2004–2005, 2008, 2010, 2012 | 0                            | 22       | 1     | 0        | 0      | 2     | 4      | 62                  | 356    | —  | [ 239 ] [ 240 ] |
| Kyle Kaiser            | Estados Unidos         | 2018–2019                              | 0                            | 6        | 0     | 0        | 0      | 0     | 0      | 2                   | 67     | —  | [ 241 ]         |
| Tony Kanaan^           | Brasil                 | 2002–2020                              | 1 (2004)                     | 290      | 10    | 16       | 72     | 117   | 177    | 3653                | 7631   | —  | [ 242 ] [ 243 ] |
| Sage Karam             | Estados Unidos         | 2014–2020                              | 0                            | 23       | 0     | 0        | 1      | 2     | 3      | 14                  | 380    | —  | [ 244 ] [ 245 ] |
| Dalton Kellett         | Canadá                 | 2020                                   | 0                            | 8        | 0     | 0        | 0      | 0     | 0      | 0                   | 67     | —  | [ 246 ]         |
| Charlie Kimball*       | Estados Unidos         | 2011–2020                              | 0                            | 155      | 1     | 1        | 6      | 14    | 59     | 163                 | 3076   | —  | [ 247 ] [ 248 ] |
| Jordan King            | Reino Unido            | 2018–2019                              | 0                            | 12       | 0     | 0        | 0      | 0     | 0      | 11                  | 187    | —  | [ 249 ]         |
| Steve Kinser           | Estados Unidos         | 1997                                   | 0                            | 1        | 0     | 0        | 0      | 0     | 0      | 0                   | 21     | —  | [ 250 ] [ 251 ] |
| Jimmy Kite             | Estados Unidos         | 1997–2003, 2005, 2007                  | 0                            | 34       | 0     | 0        | 0      | 0     | 4      | 27                  | 473    | 3  | [ 252 ] [ 253 ] |
| Steve Knapp            | Estados Unidos         | 1998–2001                              | 0                            | 13       | 0     | 0        | 1      | 1     | 3      | 0                   | 198    | 1  | [ 254 ] [ 255 ] |
| Cory Kruseman          | Estados Unidos         | 2002                                   | 0                            | 1        | 0     | 0        | 0      | 0     | 0      | 0                   | 4      | —  | [ 256 ] [ 257 ] |
| David Kudrave          | Estados Unidos         | 1996–1997                              | 0                            | 3        | 0     | 0        | 0      | 0     | 1      | 0                   | 98     | 1  | [ 258 ] [ 259 ] |
| Will Langhorne         | Estados Unidos         | 2002                                   | 0                            | 3        | 0     | 0        | 0      | 0     | 0      | 9                   | 36     | —  | [ 260 ] [ 261 ] |
| Buddy Lazier^          | Estados Unidos         | 1996–2009, 2013–2017                   | 1 (2000)                     | 104      | 2     | 8        | 18     | 26    | 45     | 1019                | 2392   | 3  | [ 262 ] [ 263 ] |
| Jaques Lazier          | Estados Unidos         | 1999–2007, 2009–2010                   | 0                            | 56       | 2     | 1        | 3      | 3     | 15     | 246                 | 949    | 4  | [ 264 ] [ 265 ] |
| Anthony Lazzaro        | Estados Unidos         | 2001–2002                              | 0                            | 6        | 0     | 0        | 0      | 0     | 2      | 0                   | 99     | 1  | [ 266 ] [ 267 ] |
| Jason Leffler          | Estados Unidos         | 1999–2000                              | 0                            | 3        | 0     | 0        | 0      | 0     | 0      | 0                   | 30     | —  | [ 268 ] [ 269 ] |
| Katherine Legge        | Reino Unido            | 2012–2013                              | 0                            | 11       | 0     | 0        | 0      | 0     | 1      | 0                   | 145    | —  | [ 270 ] [ 271 ] |
| Matheus Leist          | Brasil                 | 2018–2019                              | 0                            | 34       | 0     | 0        | 0      | 1     | 2      | 0                   | 514    | —  | [ 272 ]         |
| Alex Lloyd             | Reino Unido            | 2008–2011                              | 0                            | 27       | 0     | 0        | 0      | 1     | 4      | 3                   | 402    | —  | [ 273 ] [ 274 ] |
| Lucas Luhr             | Alemanha               | 2013                                   | 0                            | 1        | 0     | 0        | 0      | 0     | 0      | 0                   | 8      | —  | [ 275 ] [ 276 ] |
| Arie Luyendyk          | Países Baixos          | 1996–1999, 2001–2003                   | 0                            | 28       | 4     | 4        | 5      | 7     | 10     | 427                 | 733    | 1  | [ 277 ] [ 278 ] |
| Arie Luyendyk Jr.      | Países Baixos          | 2005–2006                              | 0                            | 1        | 0     | 0        | 0      | 0     | 0      | 0                   | 10     | 1  | [ 279 ] [ 280 ] |
| George Mack            | Estados Unidos         | 2002                                   | 0                            | 15       | 0     | 0        | 0      | 0     | 0      | 0                   | 184    | —  | [ 281 ] [ 282 ] |
| Pippa Mann             | Reino Unido            | 2011, 2013–2019                        | 0                            | 17       | 0     | 0        | 0      | 0     | 0      | 0                   | 269    | 1  | [ 283 ] [ 284 ] |
| Darren Manning         | Reino Unido            | 2004–2005, 2007–2009                   | 0                            | 60       | 0     | 0        | 1      | 7     | 26     | 26                  | 1202   | —  | [ 285 ] [ 286 ] |
| David Martínez         | México                 | 2008                                   | 0                            | 1        | 0     | 0        | 0      | 0     | 1      | 0                   | 0      | —  | [ 287 ] [ 288 ] |
| Raphael Matos          | Brasil                 | 2009–2011                              | 0                            | 38       | 0     | 0        | 0      | 2     | 13     | 20                  | 669    | 1  | [ 289 ] [ 290 ] |
| Hideshi Matsuda        | Japão                  | 1996, 1998–2000                        | 0                            | 2        | 0     | 0        | 0      | 0     | 2      | 0                   | 47     | 2  | [ 291 ] [ 292 ] |
| Kosuke Matsuura        | Japão                  | 2004–2007, 2009                        | 0                            | 65       | 0     | 0        | 0      | 3     | 22     | 31                  | 1189   | —  | [ 293 ] [ 294 ] |
| Allen May              | Estados Unidos         | 1997                                   | 0                            | 1        | 0     | 0        | 0      | 0     | 0      | 0                   | 13     | —  | [ 295 ] [ 296 ] |
| Scott Mayer            | Estados Unidos         | 2003, 2005                             | 0                            | 3        | 0     | 0        | 0      | 0     | 0      | 0                   | 26     | 2  | [ 297 ] [ 298 ] |
| Robby McGehee          | Estados Unidos         | 1999–2004                              | 0                            | 38       | 0     | 0        | 1      | 4     | 13     | 73                  | 685    | 1  | [ 299 ] [ 300 ] |
| Scott McLaughlin*      | Nova Zelândia          | 2020                                   | 0                            | 1        | 0     | 0        | 0      | 0     | 0      | 0                   | 8      | —  | [ 301 ]         |
| Casey Mears            | Estados Unidos         | 2001                                   | 0                            | 3        | 0     | 0        | 0      | 0     | 0      | 0                   | 36     | 1  | [ 302 ] [ 303 ] |
| Thiago Medeiros        | Brasil                 | 2005–2006                              | 0                            | 1        | 0     | 0        | 0      | 0     | 0      | 0                   | 22     | —  | [ 304 ] [ 305 ] |
| Vitor Meira            | Brasil                 | 2002–2011                              | 0                            | 131      | 2     | 0        | 15     | 29    | 70     | 483                 | 2792   | —  | [ 306 ] [ 307 ] |
| Chris Menninga         | Estados Unidos         | 2001                                   | 0                            | 3        | 0     | 0        | 0      | 0     | 0      | 0                   | 36     | —  | [ 308 ] [ 309 ] |
| Andy Michner           | Estados Unidos         | 1996, 1998–2000                        | 0                            | 7        | 0     | 0        | 0      | 0     | 2      | 9                   | 121    | 3  | [ 310 ] [ 311 ] |
| Jack Miller            | Estados Unidos         | 1997–2001                              | 0                            | 22       | 0     | 0        | 0      | 0     | 1      | 0                   | 238    | 2  | [ 312 ] [ 313 ] |
| Nicolas Minassian      | França                 | 2001                                   | 0                            | 1        | 0     | 0        | 0      | 0     | 0      | 0                   | 1      | —  | [ 314 ] [ 315 ] |
| Franck Montagny        | França                 | 2008–2009, 2014                        | 0                            | 3        | 0     | 0        | 1      | 1     | 1      | 0                   | 20     | —  | [ 316 ] [ 317 ] |
| Juan Pablo Montoya     | Colômbia               | 2000, 2014–2017                        | 0                            | 53       | 1     | 5        | 13     | 23    | 35     | 603                 | 1722   | —  | [ 318 ] [ 319 ] |
| Mario Moraes           | Brasil                 | 2008–2010                              | 0                            | 49       | 0     | 0        | 1      | 4     | 13     | 5                   | 835    | —  | [ 320 ] [ 321 ] |
| Roberto Moreno         | Brasil                 | 1999, 2006–2008                        | 0                            | 5        | 0     | 0        | 0      | 0     | 1      | 1                   | 60     | —  | [ 322 ] [ 323 ] |
| Zak Morioka            | Brasil                 | 2000                                   | 0                            | 1        | 0     | 0        | 0      | 0     | 0      | 0                   | 15     | —  | [ 324 ] [ 325 ] |
| Carlos Muñoz           | Colômbia               | 2013–2018                              | 0                            | 73       | 1     | 1        | 7      | 11    | 30     | 91                  | 1761   | —  | [ 326 ] [ 327 ] |
| Brad Murphey           | Austrália              | 1996–1997                              | 0                            | 3        | 0     | 0        | 0      | 0     | 0      | 0                   | 37     | —  | [ 328 ] [ 329 ] |
| Hideki Mutoh           | Japão                  | 2007–2011                              | 0                            | 53       | 0     | 0        | 2      | 5     | 16     | 75                  | 985    | —  | [ 330 ] [ 331 ] |
| Shinji Nakano          | Japão                  | 2003                                   | 0                            | 2        | 0     | 0        | 0      | 0     | 0      | 0                   | 35     | —  | [ 332 ] [ 333 ] |
| Josef Newgarden~       | Estados Unidos         | 2012–2020                              | 2 (2017, 19)                 | 147      | 11    | 18       | 35     | 54    | 87     | 2499                | 4251   | —  | [ 334 ] [ 335 ] |
| Hideki Noda            | Japão                  | 2002                                   | 0                            | 6        | 0     | 0        | 0      | 0     | 1      | 0                   | 54     | —  | [ 336 ] [ 337 ] |
| Johnny O'Connell       | Estados Unidos         | 1996–1997                              | 0                            | 4        | 0     | 0        | 0      | 1     | 2      | 3                   | 215    | 1  | [ 338 ] [ 339 ] |
| Danny Ongais           | Estados Unidos         | 1996–1998                              | 0                            | 2        | 0     | 0        | 0      | 0     | 1      | 0                   | 50     | 1  | [ 340 ] [ 341 ] |
| Patricio O'Ward*       | México                 | 2018–2020                              | 0                            | 22       | 1     | 0        | 4      | 6     | 12     | 204                 | 575    | 1  | [ 342 ]         |
| Simon Pagenaud~        | França                 | 2011–2020                              | 1 (2016)                     | 152      | 14    | 15       | 35     | 63    | 107    | 1282                | 4631   | —  | [ 343 ] [ 344 ] |
| Álex Palou*            | Espanha                | 2020                                   | 0                            | 14       | 0     | 0        | 1      | 1     | 3      | 1                   | 238    | —  | [ 345 ]         |
| Giorgio Pantano        | Itália                 | 2005, 2011–2012                        | 0                            | 6        | 0     | 0        | 0      | 1     | 1      | 0                   | 91     | —  | [ 346 ] [ 347 ] |
| Massimiliano Papis     | Itália                 | 2002, 2006, 2008                       | 0                            | 3        | 0     | 0        | 0      | 0     | 0      | 0                   | 32     | 1  | [ 348 ] [ 349 ] |
| Johnny Parsons         | Estados Unidos         | 1996–1997                              | 0                            | 4        | 0     | 0        | 0      | 0     | 0      | 0                   | 148    | —  | [ 350 ] [ 351 ] |
| Danica Patrick         | Estados Unidos         | 2005–2011, 2018                        | 0                            | 116      | 3     | 1        | 7      | 20    | 67     | 124                 | 2517   | —  | [ 352 ] [ 353 ] |
| John Paul Jr.          | Estados Unidos         | 1996–1999, 2001                        | 0                            | 24       | 0     | 1        | 1      | 2     | 9      | 101                 | 571    | —  | [ 354 ] [ 355 ] |
| Franck Perera          | França                 | 2008                                   | 0                            | 4        | 0     | 0        | 0      | 0     | 1      | 0                   | 71     | —  | [ 356 ] [ 357 ] |
| Nelson Philippe        | França                 | 2008–2009                              | 0                            | 2        | 0     | 0        | 0      | 0     | 0      | 0                   | 16     | —  | [ 358 ] [ 359 ] |
| Spencer Pigot          | Estados Unidos         | 2016–2020                              | 0                            | 58       | 0     | 0        | 1      | 4     | 15     | 17                  | 1060   | —  | [ 360 ]         |
| Antônio Pizzonia       | Brasil                 | 2008                                   | 0                            | 1        | 0     | 0        | 0      | 0     | 0      | 0                   | 0      | —  | [ 361 ] [ 362 ] |
| Martin Plowman         | Reino Unido            | 2011, 2014                             | 0                            | 5        | 0     | 0        | 0      | 0     | 0      | 0                   | 67     | —  | [ 363 ] [ 364 ] |
| Will Power~            | Austrália              | 2008–2020                              | 1 (2014)                     | 205      | 56    | 37       | 75     | 97    | 131    | 4244                | 6449   | —  | [ 365 ] [ 366 ] |
| Graham Rahal*          | Estados Unidos         | 2008–2020                              | 0                            | 211      | 3     | 6        | 27     | 52    | 103    | 411                 | 4879   | —  | [ 367 ] [ 368 ] |
| Greg Ray^              | Estados Unidos         | 1997–2004                              | 1 (1999)                     | 73       | 14    | 5        | 8      | 8     | 20     | 1193                | 1339   | —  | [ 369 ] [ 370 ] |
| Laurent Rédon          | França                 | 2001–2002                              | 0                            | 17       | 0     | 0        | 1      | 1     | 4      | 39                  | 274    | —  | [ 371 ] [ 372 ] |
| Stevie Reeves          | Estados Unidos         | 1998, 2000                             | 0                            | 4        | 0     | 0        | 0      | 0     | 1      | 0                   | 45     | —  | [ 373 ] [ 374 ] |
| Bobby Regester         | Estados Unidos         | 1999–2000                              | 0                            | 2        | 0     | 0        | 0      | 0     | 0      | 0                   | 22     | —  | [ 375 ] [ 376 ] |
| Tony Renna             | Estados Unidos         | 2002–2003                              | 0                            | 7        | 0     | 0        | 0      | 1     | 5      | 38                  | 147    | —  | [ 377 ] [ 378 ] |
| Willy T. Ribbs         | Estados Unidos         | 1999                                   | 0                            | 1        | 0     | 0        | 0      | 0     | 0      | 0                   | 4      | —  | [ 379 ] [ 380 ] |
| Buddy Rice             | Estados Unidos         | 2002–2008, 2011                        | 0                            | 99       | 5     | 3        | 8      | 17    | 44     | 466                 | 2091   | 1  | [ 381 ] [ 382 ] |
| Billy Roe              | Estados Unidos         | 1997–1998, 2000–2002                   | 0                            | 16       | 0     | 0        | 0      | 0     | 0      | 0                   | 181    | 2  | [ 383 ] [ 384 ] |
| Mario Romancini        | Brasil                 | 2010                                   | 0                            | 11       | 0     | 0        | 0      | 0     | 0      | 0                   | 149    | —  | [ 385 ] [ 386 ] |
| Felix Rosenqvist*      | Suécia                 | 2019–2020                              | 0                            | 31       | 1     | 1        | 3      | 8     | 15     | 96                  | 731    | —  | [ 387 ]         |
| Alexander Rossi*       | Estados Unidos         | 2016–2020                              | 0                            | 82       | 6     | 7        | 25     | 33    | 51     | 802                 | 2472   | —  | [ 388 ]         |
| Marty Roth             | Canadá                 | 2004–2008                              | 0                            | 21       | 0     | 0        | 0      | 0     | 0      | 0                   | 277    | 1  | [ 389 ] [ 390 ] |
| Sebastián Saavedra     | Colômbia               | 2010–2015, 2017                        | 0                            | 65       | 1     | 0        | 0      | 0     | 4      | 26                  | 951    | 1  | [ 391 ] [ 392 ] |
| Eliseo Salazar         | Chile                  | 1996–2002                              | 0                            | 53       | 0     | 1        | 4      | 14    | 25     | 232                 | 1138   | 3  | [ 393 ] [ 394 ] |
| Gualter Salles         | Brasil                 | 1999                                   | 0                            | 1        | 0     | 0        | 0      | 0     | 0      | 0                   | 7      | —  | [ 395 ] [ 396 ] |
| Takuma Sato*           | Japão                  | 2010–2020                              | 0                            | 183      | 10    | 6        | 14     | 26    | 62     | 881                 | 3665   | —  | [ 397 ] [ 398 ] |
| Tomas Scheckter        | África do Sul          | 2002–2011                              | 0                            | 118      | 8     | 2        | 6      | 18    | 44     | 1368                | 2243   | —  | [ 399 ] [ 400 ] |
| Sam Schmidt            | Estados Unidos         | 1997–1999                              | 0                            | 27       | 1     | 1        | 4      | 6     | 10     | 208                 | 495    | —  | [ 401 ] [ 402 ] |
| Jeret Schroeder        | Estados Unidos         | 1997, 1999–2002                        | 0                            | 20       | 0     | 0        | 0      | 1     | 2      | 0                   | 268    | —  | [ 403 ] [ 404 ] |
| Oriol Servià           | Espanha                | 2002, 2008–2009, 2011–2019             | 0                            | 79       | 0     | 0        | 3      | 16    | 31     | 63                  | 1728   | 1  | [ 405 ] [ 406 ] |
| Mike Shank             | Estados Unidos         | 1997                                   | 0                            | 1        | 0     | 0        | 0      | 0     | 0      | 0                   | 19     | —  | [ 407 ] [ 408 ] |
| Scott Sharp^           | Estados Unidos         | 1996–2007, 2009                        | 1 (1996)                     | 146      | 6     | 9        | 18     | 38    | 82     | 1067                | 3532   | —  | [ 409 ] [ 410 ] |
| Jeff Simmons           | Estados Unidos         | 2004, 2006–2008                        | 0                            | 26       | 0     | 0        | 0      | 0     | 11     | 8                   | 454    | —  | [ 411 ] [ 412 ] |
| Vincenzo Sospiri       | Itália                 | 1997, 1999                             | 0                            | 6        | 0     | 0        | 1      | 1     | 3      | 1                   | 134    | 1  | [ 413 ] [ 414 ] |
| Lyn St. James          | Estados Unidos         | 1996–2000                              | 0                            | 5        | 0     | 0        | 0      | 0     | 1      | 0                   | 209    | 2  | [ 415 ] [ 416 ] |
| Dave Steele            | Estados Unidos         | 1997–1999                              | 0                            | 3        | 0     | 0        | 0      | 0     | 0      | 0                   | 17     | 2  | [ 417 ] [ 418 ] |
| Tony Stewart^          | Estados Unidos         | 1996–1999, 2001                        | 1 (1997)                     | 26       | 8     | 3        | 7      | 10    | 15     | 1515                | 821    | —  | [ 419 ] [ 420 ] |
| Alex Tagliani          | Canadá                 | 2008–2016                              | 0                            | 74       | 3     | 0        | 0      | 4     | 25     | 228                 | 1284   | 1  | [ 421 ] [ 422 ] |
| Tora Takagi            | Japão                  | 2003–2004                              | 0                            | 32       | 0     | 0        | 1      | 3     | 13     | 27                  | 580    | —  | [ 423 ] [ 424 ] |
| Mark Taylor            | Reino Unido            | 2004                                   | 0                            | 15       | 0     | 0        | 0      | 0     | 3      | 4                   | 232    | —  | [ 425 ] [ 426 ] |
| Bill Tempero           | Estados Unidos         | 1996                                   | 0                            | 0        | 0     | 0        | 0      | 0     | 0      | 0                   | 0      | 1  | [ 427 ]         |
| Paul Tracy             | Canadá                 | 2002, 2008–2011                        | 0                            | 20       | 0     | 0        | 1      | 2     | 6      | 18                  | 344    | 1  | [ 428 ] [ 429 ] |
| Rick Treadway          | Estados Unidos         | 2001–2002                              | 0                            | 11       | 0     | 0        | 0      | 1     | 2      | 0                   | 135    | —  | [ 430 ] [ 431 ] |
| Ho-Pin Tung            | China                  | 2011                                   | 0                            | 1        | 0     | 0        | 0      | 0     | 0      | 0                   | 10     | 1  | [ 432 ] [ 433 ] |
| Brian Tyler            | Estados Unidos         | 1998–1999                              | 0                            | 10       | 0     | 0        | 0      | 0     | 1      | 0                   | 156    | 2  | [ 434 ] [ 435 ] |
| Johnny Unser           | Estados Unidos         | 1996–2000                              | 0                            | 15       | 0     | 0        | 0      | 0     | 2      | 0                   | 233    | 1  | [ 436 ] [ 437 ] |
| Robby Unser            | Estados Unidos         | 1998–2000                              | 0                            | 21       | 0     | 0        | 2      | 3     | 8      | 45                  | 402    | 1  | [ 438 ] [ 439 ] |
| Al Unser Jr.           | Estados Unidos         | 2000–2004, 2006–2007                   | 0                            | 56       | 0     | 3        | 8      | 14    | 30     | 599                 | 1226   | —  | [ 440 ] [ 441 ] |
| Jimmy Vasser           | Estados Unidos         | 2000–2003, 2008                        | 0                            | 6        | 0     | 0        | 0      | 1     | 4      | 6                   | 85     | —  | [ 442 ] [ 443 ] |
| Tristan Vautier        | França                 | 2013, 2015, 2017                       | 0                            | 31       | 0     | 0        | 0      | 1     | 3      | 27                  | 456    | —  | [ 444 ] [ 445 ] |
| Zach Veach             | Estados Unidos         | 2017–2020                              | 0                            | 47       | 0     | 0        | 0      | 3     | 9      | 23                  | 773    | —  | [ 446 ]         |
| Rinus VeeKay*          | Países Baixos          | 2020                                   | 0                            | 14       | 1     | 0        | 1      | 3     | 5      | 15                  | 289    | —  | [ 447 ]         |
| Fermín Vélez           | Espanha                | 1996–1997                              | 0                            | 6        | 0     | 0        | 0      | 0     | 2      | 0                   | 142    | —  | [ 448 ] [ 449 ] |
| Jacques Villeneuve     | Canadá                 | 2014                                   | 0                            | 1        | 0     | 0        | 0      | 0     | 0      | 0                   | 29     | —  | [ 450 ] [ 451 ] |
| E. J. Viso             | Venezuela              | 2008–2013                              | 0                            | 100      | 1     | 0        | 1      | 5     | 24     | 67                  | 1621   | —  | [ 452 ] [ 453 ] |
| Dennis Vitolo          | Estados Unidos         | 1997                                   | 0                            | 1        | 0     | 0        | 0      | 0     | 0      | 0                   | 20     | —  | [ 454 ] [ 455 ] |
| Jeff Ward              | Estados Unidos         | 1997–2002, 2005                        | 0                            | 61       | 2     | 1        | 8      | 13    | 27     | 519                 | 1229   | —  | [ 456 ] [ 457 ] |
| Stan Wattles           | Estados Unidos         | 1996–2001                              | 0                            | 17       | 0     | 0        | 0      | 0     | 3      | 2                   | 257    | 3  | [ 458 ] [ 459 ] |
| Dan Wheldon^           | Reino Unido            | 2002–2011                              | 1 (2005)                     | 133      | 5     | 16       | 43     | 62    | 93     | 2865                | 3758   | —  | [ 460 ] [ 461 ] |
| Robert Wickens         | Canadá                 | 2018                                   | 0                            | 14       | 1     | 0        | 2      | 6     | 11     | 187                 | 391    | —  | [ 462 ]         |
| Justin Wilson          | Reino Unido            | 2008–2015                              | 0                            | 120      | 2     | 3        | 12     | 18    | 53     | 302                 | 2491   | —  | [ 463 ] [ 464 ] |
| Stefan Wilson          | Reino Unido            | 2013, 2016, 2018                       | 0                            | 3        | 0     | 0        | 0      | 0     | 0      | 3                   | 59     | —  | [ 465 ] [ 466 ] |
| Cory Whiterill         | Estados Unidos         | 2001                                   | 0                            | 2        | 0     | 0        | 0      | 0     | 0      | 0                   | 19     | —  | [ 467 ] [ 468 ] |
| Roger Yasukawa         | Estados Unidos         | 2003–2010                              | 0                            | 40       | 0     | 0        | 0      | 0     | 9      | 6                   | 652    | 1  | [ 469 ] [ 470 ] |
| J. J. Yeley            | Estados Unidos         | 1998, 2000                             | 0                            | 8        | 0     | 0        | 0      | 0     | 1      | 0                   | 83     | —  | [ 471 ] [ 472 ] |
| Alessandro Zampedri    | Itália                 | 1996–1997                              | 0                            | 3        | 0     | 0        | 0      | 1     | 1      | 20                  | 55     | —  | [ 473 ] [ 474 ] |

## Por país
No total 27 países foram representados na IndyCar Series desde 1996. Os Estados Unidos é o país com mais pilotos na história da categoria, com 117 pilotos, depois vem o Brasil com 25. Na primeira corrida da competição no Disney World Speedway em 1996, seis países foram representados.
Pilotos que estão correndo atualmente estão destacados em verde. 
| País                   | Número de pilotos | Pilotos campeões | Campeonatos                                     | Número de pilotos atualmente | Pilotos atuais / Último piloto (São Petersburgo 2020)                                                                                         |
| ---------------------- | ----------------- | --- | ----------------------------------------------- | ---------------------------- | --- |
| África do Sul          | 1                 | 0 | 0                                               | 0                            | Tomas Scheckter (2011) |
| Alemanha               | 1                 | 0 | 0                                               | 0                            | Lucas Luhr (2013) |
| Austrália              | 6                 | 1 (Will Power) | 1 (2014)                                        | 1                            | Will Power* |
| Áustria                | 1                 | 0 | 0                                               | 0                            | René Binder (2018) |
| Bélgica                | 2                 | 0 | 0                                               | 0                            | Bertrand Baguette (2010) |
| Brasil                 | 25                | 1 (Tony Kanaan) | 1 (2004)                                        | 1                            | Hélio Castroneves (2020) |
| Canadá                 | 12                | 0 | 0                                               | 1                            | James Hinchcliffe* |
| Chile                  | 2                 | 0 | 0                                               | 0                            | Eliseo Salazar (2002) |
| China                  | 1                 | 0 | 0                                               | 0                            | Ho-Pin Tung (2011) |
| Colômbia               | 6                 | 0 | 0                                               | 0                            | Carlos Muñoz (2018) |
| Dinamarca              | 1                 | 0 | 0                                               | 1                            | Kevin Magnussen (2021) |
| Emirados Árabes Unidos | 1                 | 0 | 0                                               | 0                            | Ed Jones* |
| Espanha                | 4                 | 0 | 0                                               | 1                            | Álex Palou* |
| Estados Unidos         | 117               | 8 (Buzz Calkins, Sam Hornish Jr. [3x], Ryan Hunter-Reay, Buddy Lazier, Josef Newgarden [2x], Greg Ray, Scott Sharp, Tony Stewart) | 10 (1996, 97, 99, 2000, 01, 02, 06, 12, 17, 19) | 10                           | Marco Andretti* Conor Daly* Santino Ferrucci* Colton Herta* Ryan Hunter-Reay* Jimmie Johnson* Josef Newgarden* Graham Rahal* Alexander Rossi* |
| Finlândia              | 1                 | 0 | 0                                               | 0                            | Juho Annala (2008) |
| França                 | 11                | 1 (Simon Pagenaud) | 1 (2016)                                        | 2                            | Sébastien Bourdais Simon Pagenaud* |
| Itália                 | 7                 | 0 | 0                                               | 0                            | Luca Filippi (2016) |
| Japão                  | 8                 | 0 | 0                                               | 1                            | Takuma Sato* |
| México                 | 8                 | 0 | 0                                               | 1                            | Patricio O'Ward* |
| Mônaco                 | 1                 | 0 | 0                                               | 0                            | Stefano Coletti (2015) |
| Nova Zelândia          | 3                 | 1 (Scott Dixon [6x]) | 6 (2003, 08, 13, 15, 18, 20)                    | 2                            | Scott Dixon* Scott McLaughlin* |
| Países Baixos          | 4                 | 0 | 0                                               | 1                            | Rinus VeeKay* |
| Reino Unido            | 20                | 2 (Dario Franchitti [4x], Dan Wheldon)                                                                                            | 5 (2005, 07, 09, 10, 11)                        | 2                            | Max Chilton* Jack Harvey* |
| Rússia                 | 1                 | 0 | 0                                               | 0                            | Mikhail Aleshin (2017) |
| Suécia                 | 4                 | 1 (Kenny Bräck) | 1 (1998)                                        | 2                            | Marcus Ericsson* Felix Rosenqvist* |
| Suíça                  | 1                 | 0 | 0                                               | 0                            | Simona de Silvestro (2015) |
| Tchéquia               | 1                 | 0 | 0                                               | 0                            | Tomáš Enge (2006) |
| Venezuela              | 3                 | 0 | 0                                               | 0                            | Rodolfo González (2015) |